# 橋爪大三郎
橋爪 大三郎（はしづめ だいさぶろう、1948年10月21日 - ）は、日本の社会学者（社会学修士）。理論社会学、宗教社会学、現代社会論が専門。大学院大学至善館教授。東京工業大学名誉教授。元東京工業大学世界文明センター副センター長。
神奈川県出身。開成中学校・高等学校を経て、東京大学文学部社会学科卒業。東京大学大学院社会学研究科博士課程を単位取得退学してのち、執筆活動を続けるかたわら、言語研究会、小室直樹ゼミナール等に参加。言語を社会現象の根幹に位置づける言語派社会学の構想を展開する。比較宗教学、現代社会論、現代アジア研究、日本プレ近代思想研究なども手がける。著書に『はじめての構造主義』（1988年）、『世界がわかる宗教社会学入門』（2001年）、『戦争の社会学』（2016年）など。

## 人物
- 1968年の新宿騒乱に参加[4]。全共闘で、ベトナム反戦運動の一環として新宿駅のターミナルを通過する貨物列車を足止めする騒動を起こしたのち、逮捕されそうになるが、逃げおおせた[5]。
- 日本福音ルーテル教会の教会員（信者・クリスチャン）であり、福音ルーテル教会のイベント・講演会でしばしば講師を務めている[6][7][8]。
- 大澤真幸との共著『ふしぎなキリスト教』は新書大賞2012を受賞したが、キリスト教研究者からは事実面の誤りを指摘されている[9][10]。

## 経歴
- 1972年 東京大学文学部社会学科卒業[2]
- 1974年 東京大学大学院社会学研究科修士課程修了[2]
- 1977年
  - 東京大学大学院社会学研究科博士課程単位取得退学
  - 日本学術振興会特別奨励研究員[2]
- 1989年 東京工業大学助教授[2]
- 1995年 東京工業大学教授[2]
- 2013年 東京工業大学名誉教授

## 学会活動等
- 1997年 日本社会学会理事
- 1990年 数理社会学会理事（ - 1994年）
- 1998年 日本ポピュラー音楽学会会長

## 著作

### 単著
- 『言語ゲームと社会理論―ヴィトゲンシュタイン・ハート・ルーマン』（勁草書房 1985年）
- 『仏教の言説戦略』（勁草書房 1986年／サンガ文庫 2013年）
- 『はじめての構造主義』（講談社現代新書 1988年）
- 『冒険としての社会科学』（毎日新聞社 1989年）
- 『現代思想はいま何を考えればよいのか』（勁草書房 1991年）
- 『民主主義は最高の政治制度である』（現代書館 1992年）
- 『橋爪大三郎コレクションI身体論』（勁草書房 1993年）
- 『橋爪大三郎コレクションII性空間論』（勁草書房 1993年）
- 『橋爪大三郎コレクションIII制度論』（勁草書房 1993年）
- 『崔健――激動中国のスーパースター』（岩波書店 1994年）
- 『橋爪大三郎の社会学講義』（夏目書房 1995年）
- 『性愛論』（岩波書店 1995年／河出文庫 2017年）
- 『大問題!』（幻冬舎 1995年）
- 『橋爪大三郎の社会学講義2』（夏目書房 1997年）
- 『幸福のつくりかた』（ポット出版 2000年）
- 『三島由紀夫VS東大全共闘1969-2000』（藤原書店 2000年）
- 『言語派社会学の原理』（洋泉社 2000年）
- 『こんなに困った北朝鮮』（メタローグ 2000年）
- 『政治の教室』（PHP新書 2001年／講談社学術文庫 2012年）
- 『世界がわかる宗教社会学入門』（筑摩書房 2001年／ちくま文庫 2007年）
- 『人間にとって法とは何か』（PHP新書 2003年）
- 『「心」はあるのか（ちくま新書 2003年）
- 『永遠の吉本隆明』（洋泉社新書 2003年、増補版2012年）
- 『言語/性/権力――橋爪大三郎社会学論集』（春秋社 2004年）
- 『アメリカの行動原理』（PHP新書 2005年）
- 『書評のおしごと――Book reviews 1983-2003』（海鳥社 2005年）
- 『隣りのチャイナ 橋爪大三郎の中国論』（夏目書房 2005年）
- 『社会の不思議』（朝日出版社 2007年）
- 『家庭でできる法事法要』（径書房 2008年）
- 『「炭素会計」入門』（洋泉社新書y 2008年）
- 『橋爪大三郎の社会学講義』（ちくま学芸文庫 2008年）
- 『橋爪大三郎の政治経済学講義』（ちくま学芸文庫 2008年）
- 『裁判員の教科書』（ミネルヴァ書房 2009年）
- 『はじめての言語ゲーム』（講談社現代新書 2009年）
- 『労働者の味方マルクス―歴史に最も影響を与えた男マルクス』（現代書館 2010年）
- 『民主主義はやっぱり最高の政治制度である』（現代書館 2012年）
- 『なぜ戒名を自分でつけてもいいのか』（サンガ新書 2012年）
- 『世界は宗教で動いてる』（光文社新書 2013年）
- 『橋爪大三郎のマルクス講義（飢餓陣営叢書）』（言視舎 2014年）
- 『国家緊急権』（NHKブックス 2014年）
- 『面白くて眠れなくなる社会学』（PHPエディターズ・グループ 2014年）
- 『はじめての聖書 14歳の世渡り術』（河出書房新社 2014年／河出文庫 2017年）
- 『これから読む聖書創世記』（春秋社 2014年）
- 『教養としての聖書』（光文社新書 2015年）
- 『日本逆植民地計画』（小学館 2016年）
- 『戦争の社会学 はじめての軍事・戦争入門』（光文社新書 2016年）
- 『フリーメイソン 秘密結社の社会学』（小学館新書 2017年）
- 『丸山眞男の憂鬱』（講談社選書メチエ 2017年）
- 『正しい本の読み方』（講談社現代新書 2017年）
- 『世界は四大文明でできている』（NHK出版新書 2017年）
- 『政治の哲学 自由と幸福のための11講』（ちくま新書 2018年）
- 『小林秀雄の悲哀』（講談社選書メチエ 2019年）
- 『4行でわかる世界の文明』（角川新書 2019年）
- 『これから読む聖書出エジプト記』（春秋社 2019年）
- 『皇国日本とアメリカ大権 日本人の精神を何が縛っているのか？』（筑摩選書 2020年）
- 『パワースピーチ入門』（角川新書 2020年）
- 『火を吹く朝鮮半島』（SB新書 2024年）

### 共著
- （小浜逸郎・竹田青嗣・村瀬学・瀬尾育生）『試されることば』（JICC出版局 1991年）
- （副島隆彦）『現代の預言者・小室直樹の学問と思想――ソ連崩壊はかく導かれた』（弓立社 1992年）
- （竹田青嗣）『自分を活かす思想・社会を生きる思想―思考のルールと作法』（径書房 1994年）
- （川崎賢一・徃住彰文・川浦康至・高木晴夫・遠藤薫・安川一）『メディアコミュニケーション-情報交流の社会学』（富士通経営研修所 1994年）
- （長谷川慶太郎）『新生日本』（学習研究社,1995年）
- （呉智英・大月隆寛）『オウムと近代国家――市民はオウムを許容するか?』（南風社 1996年）
- （小林よしのり・竹田青嗣）『正義・戦争・国家論」（径書房 1997年）
- （堤清二）『選択・責任・連帯の教育改革』（岩波書店 1999年）
- （堤清二）『選択・責任・連帯の教育改革（完全版）学校の機能回復をめざして』（勁草書房 1999年）
- （加藤典洋・竹田青嗣）『天皇の戦争責任』（径書房 2000年）
- （三島由紀夫・芥正彦・浅利誠・木村修・小阪修平・小松美彦）『三島由紀夫vs東大全共闘-1969-2000』（藤原書店 2000年）
- （エズラ・ヴォーゲル）『ヴォーゲル、日本とアジアを語る』（平凡社新書 2001年）
- （金井壽宏）『強いサラリーマン、へたばる企業』（廣済堂出版 2002年）
- （島田裕巳）『日本人は宗教と戦争をどう考えるか』（朝日新聞社 2002年）
- （池田清彦・小浜逸郎・八木秀次・吉田司・井崎正敏・小谷野敦）『天皇の戦争責任・再考』（洋泉社新書y 2003年）
- 『オウムという悪夢』- 密教集団と陰謀（別冊宝島）（宝島社 1995年）
- （大澤真幸）『ふしぎなキリスト教』（講談社現代新書 2011年）
- （大澤真幸・宮台真司）『おどろきの中国』（講談社現代新書 2013年）
- （大澤真幸）『ゆかいな仏教』（サンガ新書 2013年）
- （盛山和夫・宮台真司・志田基与師・今田高俊・山田昌弘・大澤真幸・伊藤真・副島隆彦・渡部恒三・関口慶太・村上篤直）『小室直樹の世界-社会科学の復興をめざして』（ミネルヴァ書房 2013年）
- 佐藤幹夫聞き手『橋爪大三郎のマルクス講義 現代を読み解く『資本論』』（言視舎 飢餓陣営叢書 2014年）
- （小林慶一郎）『ジャパン・クライシス ハイパーインフレがこの国を滅ぼす』（筑摩書房 2014年）
- （植木雅俊）『ほんとうの法華経』（ちくま新書 2015年）
- （佐藤優）『あぶない一神教』（小学館新書 2015年）
- （エズラ・F・ヴォーゲル）『鄧小平』（講談社現代新書 2015年）。聞き手
- （中田考）『クルアーンを読む カリフとキリスト』（太田出版・プラス叢書 2015年）
- （島薗進）『人類の衝突 思想、宗教、精神文化からみる人類社会の展望』（サイゾー 2016年）
- （大澤真幸）『げんきな日本論』（講談社現代新書 2016年）
- （大澤真幸）『ゆかいな仏教 続』（サンガ新書 2017年）
- （橋本治）『だめだし日本語論』（太田出版・プラス叢書 2017年）

### 共編著
- （神谷勇治）『研究開国』（富士通ブックス 1997年）
- （新田義孝）『科学技術は地球を救えるか』（富士通ブックス 1995年）
- （今田高俊）『社会理工学入門-技術と社会の共生のために』（日科技連出版社 2000年）

## 訳書
- （王輝）『中国官僚天国』（岩波書店 1994年）doi:10.11501/12682582